# 1911 en aéronautique
Chronologie de l'aéronautique
- 1907
- 1908
- 1909
- 1910
- 1911
- 1912
- 1913
- 1914
- 1915

Cet article présente les faits marquants de l'année 1911 en aéronautique.

## Évènements

### Janvier
- 18 janvier : Eugene Ely parvient à se poser sur l'USS Pennsylvania dans la Baie de San Francisco. Une plate-forme était aménagée à l'arrière du bateau de la marine américaine. Une heure après son appontage, il parvient à décoller et rejoint son aérodrome de départ (Selfridge Field)

- 23 janvier : première expérience radio (TSF) à bord d'un avion en Europe. L'expérience a lieu à Buc (France).

- 26 janvier : Roger Sommer établit le record du monde du vol avec passagers à travers la campagne et le record du poids enlevé sur biplan à moteur Gnome, emportant à bord cinq passagers[1].

### Février
- Février : le dirigeable anglais « Beta » est équipé d'une radio.

- 1er et 2 février : le capitaine français Georges Bellenger décroche le record du monde de distance de ville à ville de Paris à Bordeaux et Pau avec un monoplan Blériot à moteur rotatif Gnome de 50 ch[2].

- 18 février : les premières lettres transportées par avion sont embarquées par le pilote Henri Péquet au cours d'un raid en Inde de Allahabad à Naini Junction.

- 27 février : Le prix du voyage en aéroplane, compétition d'aviation mise en place par le journal La Dépêche est remporté par Roger Morin avec un vol de 196 kilomètres réalisé en 1 heure et 40 minutes entre Pau et Toulouse[3].

### Mars
- Création de l'armée de l'air espagnole. À sa fondation, elle compte quatre appareils.
- 7 mars : Parti de Paris avec un passager, l'aviateur Eugène Renaux se pose sur le Puy de Dôme, remportant le Prix Michelin d'aviation.
- 22 mars :  Louis Charles Breguet établit le record mondial du poids enlevé avec un aéroplane : 575,100 kg (100 kg d’approvisionnement et 475,100 kg qui représentent le poids de Bréguet et de ses cinq passagers) lors d'un vol à 20 mètres d’altitude et à une vitesse de 100 kilomètres[4].
- 23 mars : volant à bord d'un grand monoplan à aile parasol, Louis Charles Breguet emporte onze passagers sur une distance de 5 km.
- 24 mars : le Français Roger Sommer bat le record de Louis Charles Breguet avec 12 passagers transportés.
- 28 mars : l'aviateur italien Giuseppe Cei, âgé de 22 ans, s'écrase à Puteaux aux commandes d'un appareil biplan, victime d'un problème moteur. Ce dernier tombant de 100 mètres de hauteur[5].

### Avril
- 12 avril : 
  - le Français Leblanc bat le record de vitesse pure en avion : 111,801 km/h sur un « Blériot ».;
  - le Français Pierre Prier, directeur de l'école de pilotage Blériot, relie, pour la première fois en avion, Londres (aérodrome de Hendon) et Paris (terrain d’aviation d’Issy-les-Moulineaux) sans escale en 3 heures et 56 minutes de vol, avec un monoplan Blériot à moteur Gnome de 50 chevaux[6],[7].

- 29 avril :  l'aviateur français Maurice Prévost passe avec succès son brevet de pilote civil (brevet numéro 475), avant d'obtenir quelques mois plus tard son brevet militaire[8].

### Mai
- 11 mai : le Français Édouard Nieuport bat le record de vitesse pure en avion : 119,760 km/h sur un « Nieuport ».
- 21 au  26 mai : course d'avion par étapes entre Paris et Madrid. À noter l'accident dès le départ avec l'avion du français Louis Émile Train (pilote qui avait battu plusieurs records d'altitude avec un passager) qui, en se posant en urgence sur la piste envahie par les officiels et la foule, tue le Ministre de la Guerre Maurice Berteaux et blesse grièvement le Président du Conseil Ernest Monis. Malgré l'accident, la course est maintenue. Jules Védrines sur un « Borel-Morane » arrive premier en 27 heures et 5 minutes de vol.
- 25 mai : l’aviateur militaire Ménard établit le  record de vol sans escale avec passager (250 km) et le record de la plus longue distance (600 km) à l'occasion d'un tour de France en aéroplane[9].
- 28 au  31 mai : course d'avion par étapes entre Paris et Rome. Le Français André Beaumont s'impose en 28 heures et 5 minutes de vol devant Roland Garros.

### Juin
- 12 juin : le Français Leblanc bat le record de vitesse pure en avion : 125 km/h sur un « Blériot ».
- 16 juin : le Français Édouard Nieuport bat le record de vitesse pure en avion : 130,057 km/h sur un « Nieuport ».
- 18 juin : départ du Circuit Européen. 41 équipages au départ pour seulement 9 à l'arrivée se mesurent sur un parcours de plus de 1 600 km reliant : Paris, Liège, Utrecht, Bruxelles, Roubaix, Calais, Londres, Calais et retour à Paris. Le Français André Beaumont remporte la course en 58 h, 34 min et 35 s de vol.
- 21 juin : le Français Édouard Nieuport bat le record de vitesse pure en avion : 133,136 km/h sur un « Nieuport ».
- 30 juin : premier vol du Curtiss A-1.

### Juillet
- 1er juillet : le Français Édouard Nieuport remporte la « Coupe Gordon Bennett » sur un « Nieuport » en couvrant 150 km en 1 h 11 min, soit une moyenne horaire de 125,663 km/h.
- 8 juillet : le Français Loridan bat le record d'altitude en avion : 3 177 m sur un « H. Farman ».
- 16 juillet : le Belge J. Olieslagers bat le record de distance de vol en avion : 625 km, sur un « Blériot ».

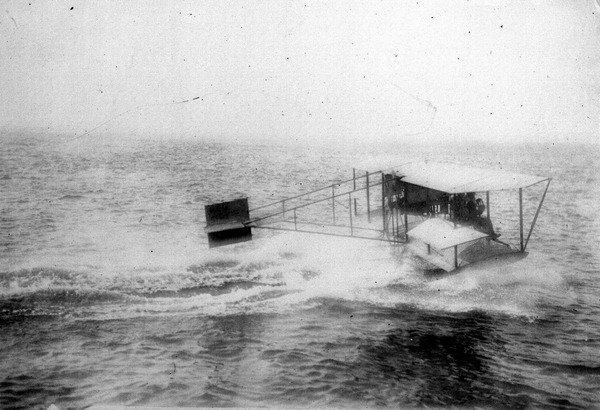
L'hydravion de Glenn Curtiss, photographié en 1911.

- 18 juillet : Eugene Ely parvient à se poser, avec un Curtiss à hélice propulsive, à bord du croiseur USS Pennsylvania, mouillé dans la baie de San Francisco. Moins d'une heure plus tard, le pilote décolle pour gagner Selfridge Field, près de San Francisco.
- 22  au  26 juillet : le Français André Beaumont sur Blériot XI remporte le « Tour d'Angleterre et d'Écosse » devant Jules Védrines sur Borel-Morane tous deux motorisés par un Gnome de 50 ch.

### Août
- 2 août : Harriet Quimby, première femme américaine brevetée pilote (Brevet N°37).
- 9 août : le Français Félix bat le record d'altitude en avion : 3 190 mètres, sur un « Blériot ».
- 14 au  25 août : premier grand raid aux États-Unis. Atwoork relie New York et Saint Louis en onze jours, dont 28 heures et 9 minutes de vol.
- 19 août : l'Américain Oscar A. Brindley établit le nouveau record du monde de hauteur : 3 574 m avec un aéroplane biplan Wright[10].
- 20 août : l'Américain Beachey bat le record d'altitude en avion : 11 642 pieds, sur un « Curtiss ».
- 27 août : première traversée de la Manche en avion pour une lettre, symboliquement écrite en espéranto. Le Français Marc Pourpe effectue ce premier vol « postal ».

### Septembre
- Premier brevet de pilote pour une femme allemande : Melli Beese.
- 1er septembre : le Français Fourny bat les records de distance et de durée de vol en avion : 722,935 km pour 11 h, 1 min et 29 s de vol.
- 4 septembre : le Français Roland Garros bat le record d'altitude en avion : 3 910 m au-dessus de Saint-Malo sur un « Blériot ».
- 8 septembre : la Coupe Michelin 1911 est remportée par le Français Helen sur Nieuport : 1 252,8 km en 14 heures, 7 minutes et 50 secondes.
- 16 septembre : le Français Édouard Nieuport se tue à Verdun.
- 18 septembre : premier vol du premier bimoteur au monde, le Short S.39 ou Triple Twin.
- 22 septembre : l’aviateur Michel Mahieu établit le nouveau record de hauteur avec passager, emmenant à 2 460 mètres d’altitude M. Fey avec son biplan Voisin[11].
- 24 septembre : premier ballon dirigeable construit pour la Royal Navy, le Mayfly est détruit par une bourrasque de vent avant d'avoir effectué son premier vol.
- En septembre et octobre : le premier[12] Concours d'Aviation militaire plus d'une vingtaine de concurrents s'affrontent en Champagne sur une épreuve d'atterrissage et une de vitesse.

### Octobre
- 22 octobre : les Italiens sont les premiers au monde à utiliser des avions au combat, au cours de la guerre italo-turque qui les opposait, en Libye, à l'Empire ottoman. Leur aviation met en œuvre deux Blériot XI, deux Farman, trois Nieuport et deux Taube. Ce jour, il s'agit de missions de reconnaissance au-dessus des lignes turques à Tripoli menées notamment par le capitaine Carlo Piazza[13].
- 25 octobre : Jules Védrines va rendre hommage aux marins qui ont péri dans la catastrophe du cuirassé « Liberté » qui a explosé, jetant une couronne mortuaire de son aéroplane sur l'épave[14].

### Novembre
- 5 novembre : avec un biplan Burgress-Wright EX, baptisé Vin Fiz, l'Américain Calbraith Perry Rodgers réalise le premier vol transcontinental à travers les Etats-Unis, évoluant de New York à Pasadena, un raid de 49 jours et de 6 950 kilomètres qui prend fin ce 5 novembre 1911[15].

- 12 novembre : l'aviateur français Marcel Brindejonc des Moulinais est victime d'un accident d'aéroplane, alors qu'il tente d'établir un record de hauteur, chutant d'environ cent mètres. C'est sur le toit de l’Ecole des Minimes qu'il s'écrasera avant de finir dans un champ de maraîcher[16].
- 25 novembre : Le tribunal correctionnel de Reims prononce des peines avec sursis à l'encontre de Willy Hahn et de Jules Védrines, soit  respectivement une amende de 100  et 16 francs, à la suite d'une violente altercation ayant opposé les deux hommes le 16 novembre 1911 à l’aérodrome de Reims : Willy Hahn ayant été jusqu'à menacer Védrines un revolver à la main[17].

### Décembre
- 6 décembre : le dirigeable Adjudant-Réau établit un record de hauteur en volant à 2 150 mètres d’altitude[18].
- 10 décembre : après un périple de 84 jours (départ le 17 septembre), 49 atterrissages et nombre d'accidents, Calbraith Rodgers parvient à relier la côte est et la côte ouest des États-Unis en avion. Il ne remporte pas le prix mis en jeu par W.R. Hearst, offrant 50 000 dollars au premier aviateur reliant les deux côtes américaines en moins d'un mois.
- 14 décembre : pour la première fois de l'histoire de l'aviation, la ville de Paris est survolée par un aéroplane de fabrication étrangère, à savoir un monoplan anglais piloté par le Britannique Valentine[19].
- 24 décembre : Armand Gobé parcourt 740,255 kilomètres en 8 heures et 15 minutes avec un monoplan Nieuport IIG, à moteur Gnome de 70 chevaux, ce qui va lui permettre de remporter le Critérium de l’Aéro-Club de France, doté d'un prix de 10 000 francs[20].

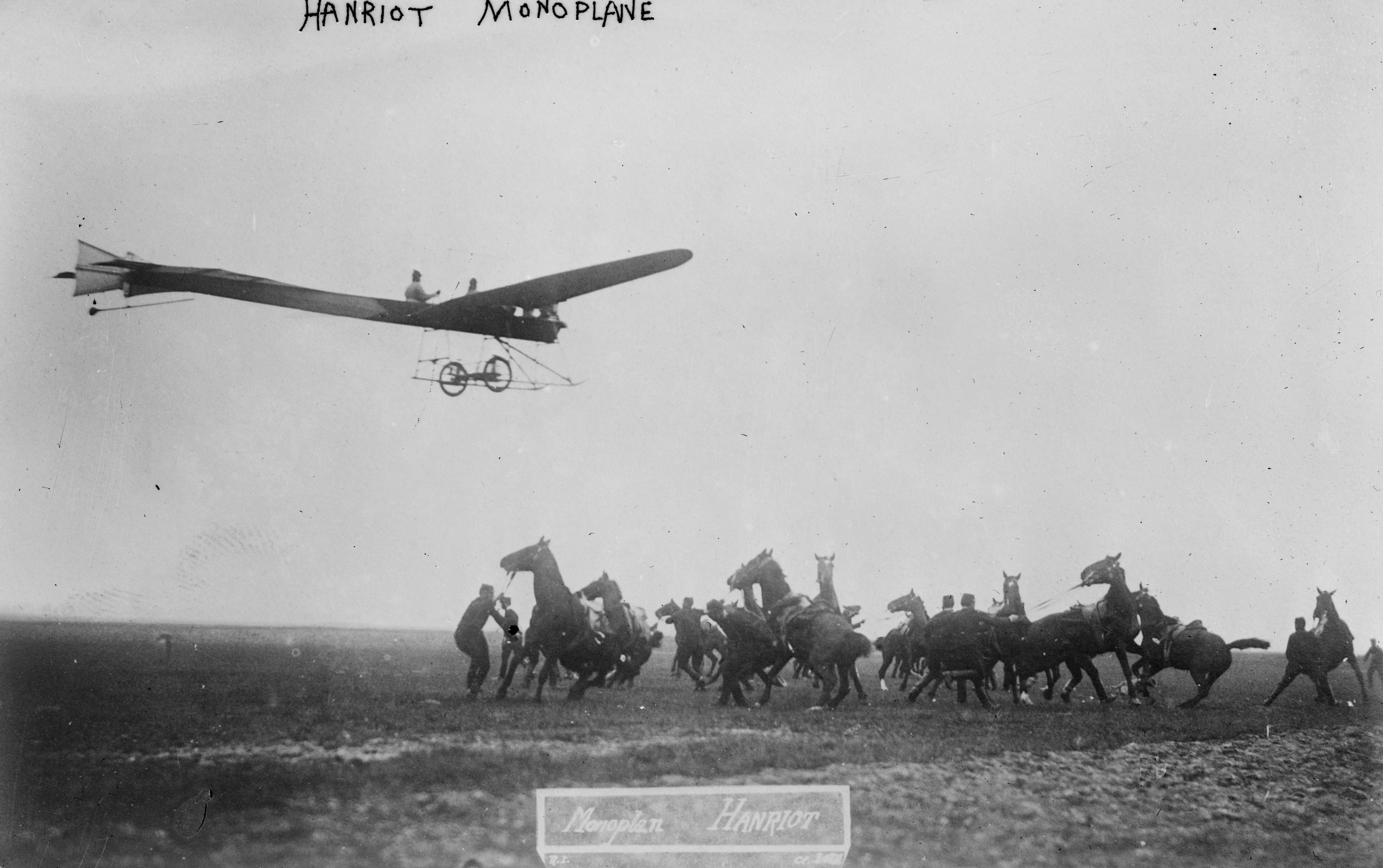
Le monoplan de René Hanriot.
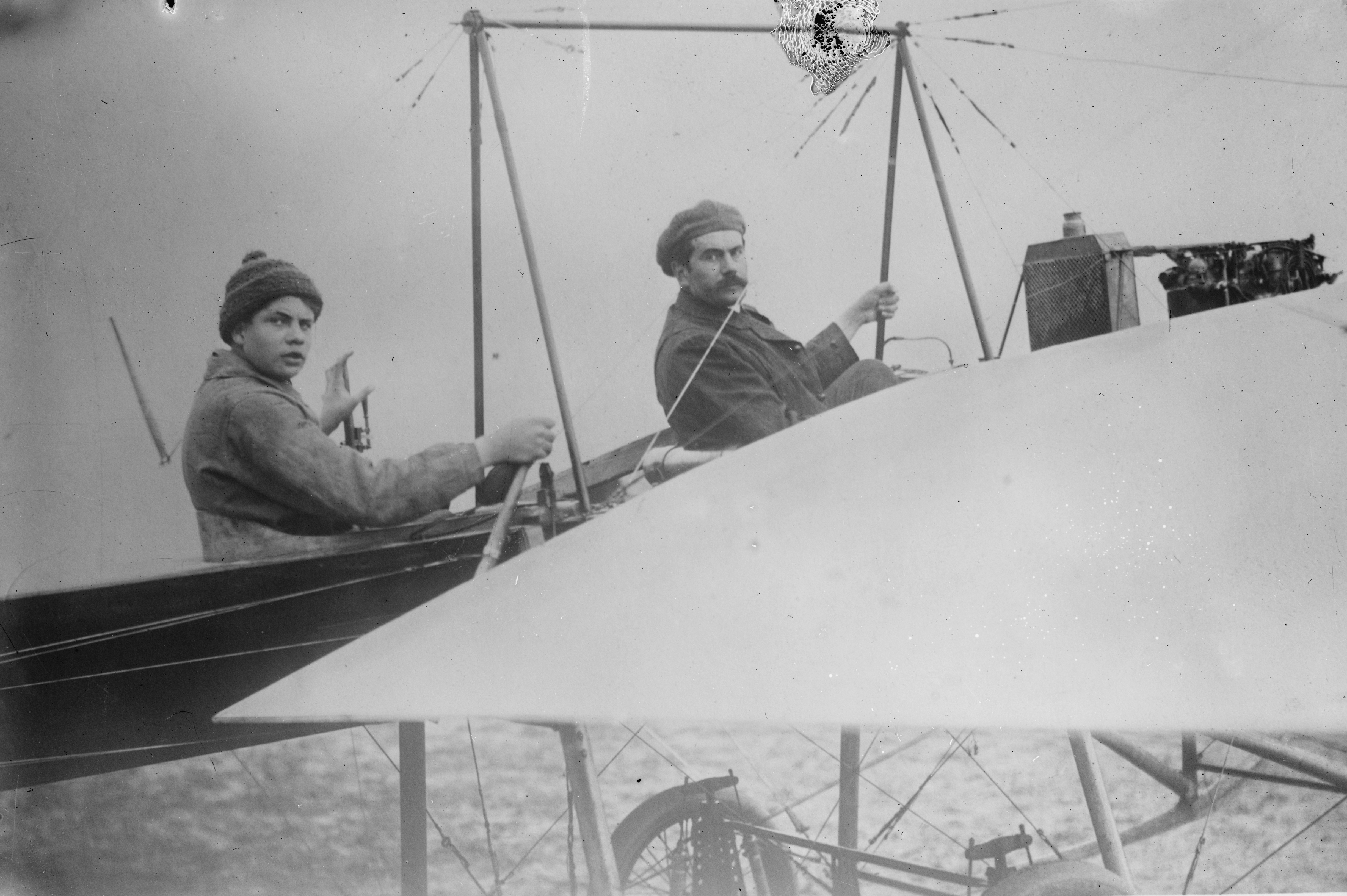
Marcel et René Hanriot.
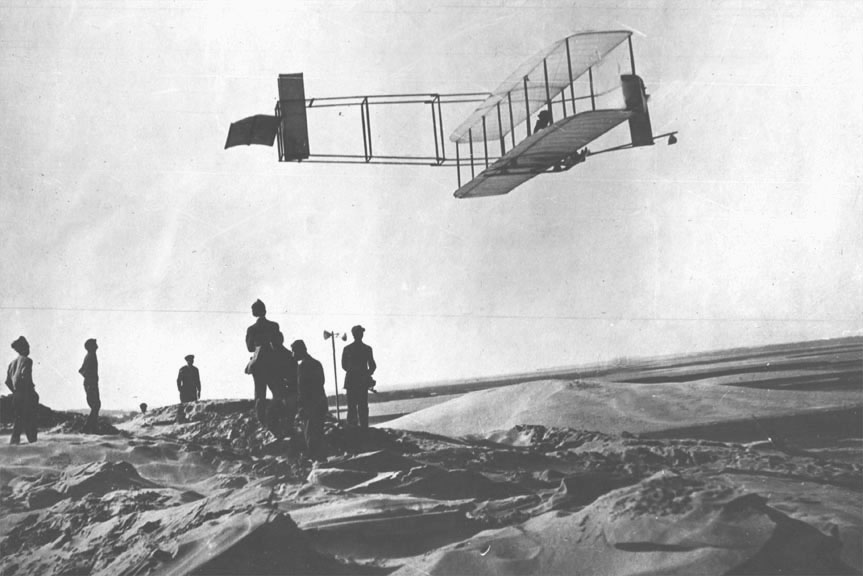
Vol de Orville Wright à Kitty Hawk en octobre.
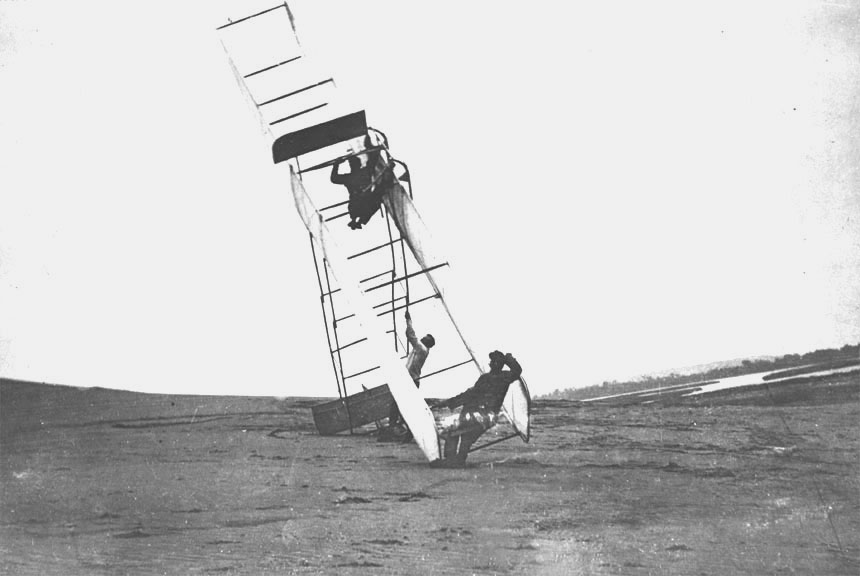
L'avion de Orville Wright retourné.